# Jakob Friedrich von Leonhardi
Freiherr Jakob Friedrich von Leonhardi (* 3. April 1778 in Frankfurt am Main; † 6. April 1839 ebenda) war ein Frankfurter Jurist und Diplomat. Er vertrat die 16. Kurie bis zu seinem Tod in der Bundesversammlung des Deutschen Bundes.

## Familie
Friedrich entstammte der Adelsfamilie von Leonhardi. Sein Vater war der Frankfurter Kaufmann, Reichsfreiherr und Großmeister des Eklektischen Freimaurerbundes Johann Peter von Leonhardi (1747–1830), seine Mutter Susanna Elisabeth von Heyder († 1804).
Sein jüngerer Bruder Ludwig Carl übernahm die väterliche Firma „Joh. Michael Koch & Leonhardi“ und siedelte sich im Budweiser Kreis in Südböhmen an, wo er Begründer eines weiteren Familienzweiges wurde.
Am 28. August 1804 vermählte er sich mit Augusta Franzisca Baronesse du Fay (1782–1852), der einzigen Tochter des pfalz-zweibrückischen Oberleutnants du Fay und der Freiherrin Friederike von Wiesenhütten.

### Nachkommen
- Philipp Friedrich Wilhelm von Leonhardi (* 1. Dezember 1812 in Frankfurt am Main; † 5. Dezember 1856 ebenda)
- Johannes Friedrich August Ludwig von Leonhardi (* 24. Juni 1825 in Frankfurt am Main; † 20. November 1884 in Groß-Karben)[4]

## Leben und Wirken
Friedrich wurde von einem Hauslehrer unterrichtet, bevor er das städtische Gymnasium in Frankfurt am Main besuchte. Nach seinem Abschluss an demselben begann er 1796 ein Studium der Rechte an der Universität Marburg, musste dieses jedoch im Herbst 1798 wegen gesundheitlicher Probleme unterbrechen. Am 16. April 1799 wurde er nach der Publikation seiner Schrift Versuch einer Vormundschaftslehre mit Hinsicht auf Statuten der Reichsstadt Frankfurt zum Dr. jur. an der Universität in Gießen promoviert.
Im Jahr 1805 wurde er von Kurfürst Wilhelm I. von Hessen-Kassel zum Geheimen Legionsrat und außerordentlichen Gesandten in Stuttgart und Karlsruhe ernannt. Zur selben Zeit wurde er vom Landgrafen Ludwig X. von Hessen-Darmstadt zum hessisch-darmstädtischen Gesandten in Karlsruhe ernannt. Von 1813 bis 1815 war er außerdem hessisch-darmstädtischer Korrespondent in der Stadt Frankfurt am Main. Für seine Verdienste erhielt er am 15. Februar 1815 vom Großherzog das Kommandeurskreuz II. Klasse des Großherzoglich Hessischen Ludwigsordens.
Kurz vor Eröffnung der Deutschen Bundesversammlung 1816 wurde er von den Fürsten der Häuser Hohenzollern-Hechingen sowie Hohenzollern-Sigmaringen, Liechtenstein, Reuß ältere sowie jüngere Linie, Schaumburg-Lippe, Lippe und Waldeck zum Gesandten der 16. Kurie der Bundesversammlung berufen und hatte diese Position bis zu seinem Tode im Jahre 1839 inne.

## Werke
- Jacob Friedrich von Leonhardi: Versuch einer Vormundschaftslehre mit Hinsicht auf die Statuten der Reichsstadt Frankfurt. Gießen 1799.